# 젤레즈노도로즈니 (칼리닌그라드주)

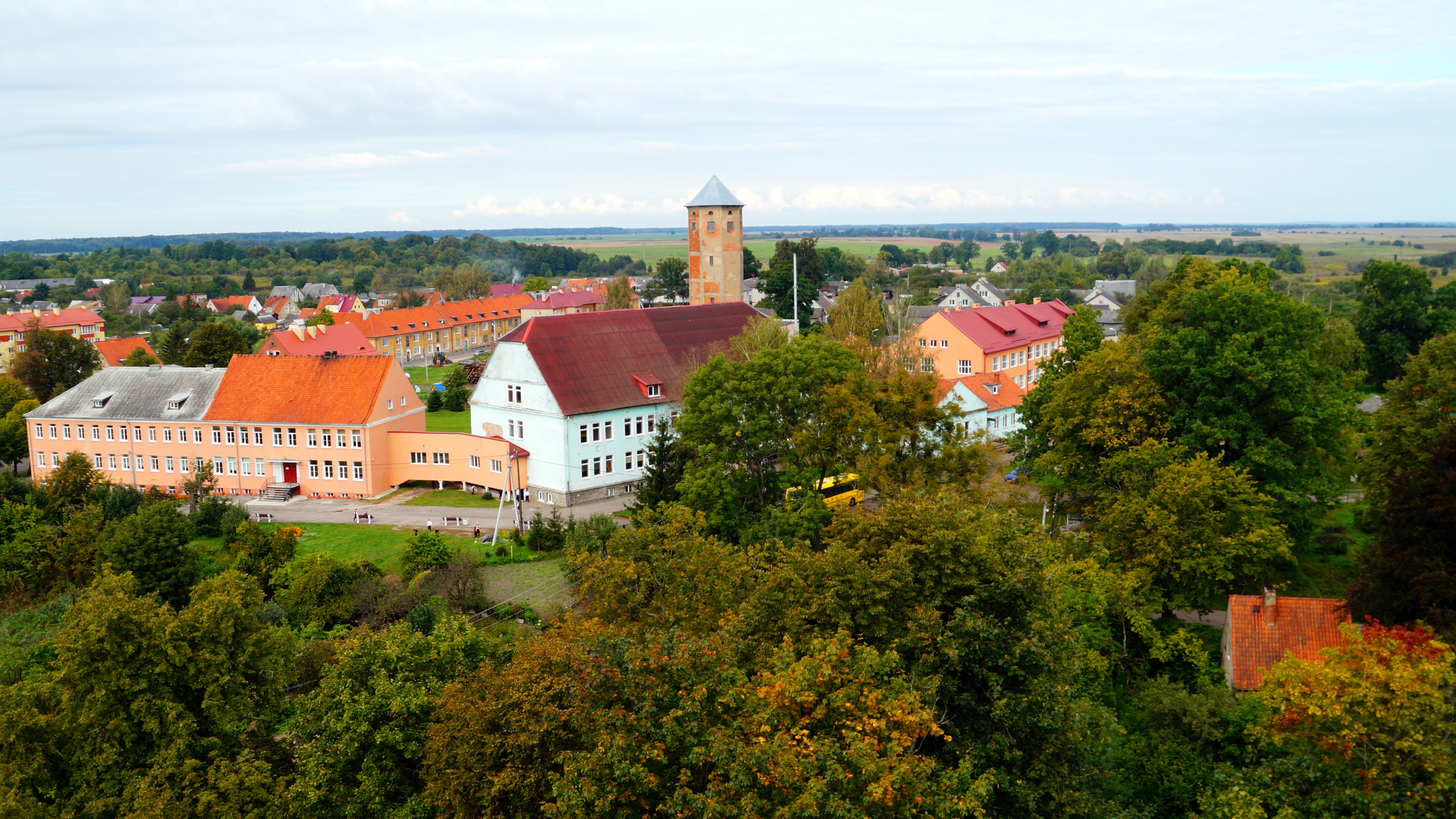

젤레즈노도로즈니(러시아어: Железнодоро́жный)는 러시아 칼리닌그라드주의 도시형 정착지이다. 독일령이던 시절 이름은 게르다우엔(독일어: Gerdauen, 폴란드어: Gierdawy, 리투아니아어: Girdava)이었다. 프라브딘스키군에 속해 있으며, 칼리닌그라드 시에서 남동쪽으로 69km 떨어져 있는데 폴란드와의 국경에 가깝다. 2017년 기준 인구는 2,728명.

## 인구
| 연도 | 인구  | ±%    |
| ---- | ----- | ----- |
| 1989 | 3,246 | —     |
| 2002 | 2,945 | −9.3% |
| 2010 | 2,767 | −6.0% |

## 같이 보기
- 칼리닌그라드주의 행정 구역